# Alan Cooper
Alan Cooper (nascido em 3 de junho de 1952) é um designer e programador americano de software. Amplamente reconhecido como o "Pai do Visual Basic ", Cooper também é conhecido por seus livros Sobre o rosto: os fundamentos do design de interação e os presos estão administrando o asilo: por que os produtos de alta tecnologia nos deixam loucos e como restaurar a Sanidade. Fundador da Cooper, uma consultoria líder em design de interação, ele criou a metodologia de design direcionado a objetivos e foi pioneira no uso de personas como ferramentas práticas de design de interação para criar produtos de alta tecnologia. Em 28 de abril de 2017, Alan foi introduzido no Museu da História do Computador Hall of Fellows "por sua invenção do ambiente de desenvolvimento visual no Visual BASIC e por seu trabalho pioneiro no estabelecimento do campo do design de interação e de suas ferramentas fundamentais".

## Biografia

### Início da vida
Alan Cooper cresceu em Marin County, Califórnia, Estados Unidos, onde ele participou do College of Marin , estudando arquitetura . Ele aprendeu a programar e contratou trabalhos de programação para pagar pela faculdade. 
Em 1975, logo depois que ele deixou a faculdade e quando os primeiros microcomputadores ficaram disponíveis, Alan Cooper fundou sua primeira empresa, o Structured Systems Group (SSG), em Oakland, Califórnia , que se tornou uma das primeiras empresas de software de microcomputadores.  O produto de contabilidade de software da SSG, General Ledger, foi vendido através de anúncios em revistas populares como Byte e Interface Age . Este software foi, de acordo com o relato histórico em Fire in the Valley (de Paul Freiberger e Michael Swaine ), “provavelmente o primeiro software comercial sério para microcomputadores. ”Foi o início da carreira de Cooper como autor de software e o início dos negócios de software de microcomputadores. Por fim, Cooper desenvolveu uma dúzia de produtos originais no Structured Systems Group  antes de vender sua participação na empresa em 1980.
No início, Cooper trabalhou com Gordon Eubanks para desenvolver, depurar, documentar e publicar sua linguagem de programação de negócios, CBASIC , um dos primeiros concorrentes do Microsoft BASIC de Bill Gates e Paul Allen .  Eubanks escreveu o precursor do CBASIC, BASIC-E como um projeto de estudante, enquanto estava na Escola Naval de Pós-Graduação em Monterey, Califórnia, com o professor Gary Kildall .  Quando Eubanks deixou a Marinha, ele ingressou na bem-sucedida empresa de sistemas operacionais da Kildall, Digital Research, Inc., em Monterey. Logo depois, Eubanks e Kildall convidaram Cooper para se juntar a eles na Digital Research como um dos quatro fundadores de seu departamento de pesquisa e desenvolvimento.  Após dois anos na DRI, Cooper partiu para desenvolver o software de aplicativo de desktop sozinho.
Nos anos 80, Alan Cooper foi o autor de vários aplicativos de negócios, incluindo o Microphone II for Windows e um programa de gerenciamento de projetos de caminho crítico chamado SuperProject . Cooper vendeu o SuperProject para a Computer Associates em 1984, onde obteve sucesso no mercado business-to-business. 

### Visual Basic
Em 1988, Alan Cooper criou uma linguagem de programação visual (codinome "Ruby") que permitia aos usuários do Windows criarem conchas do tipo "Finder". Ele o chamou de "um conjunto de construção de conchas".  Depois de demonstrar Ruby a Bill Gates , a Microsoft comprou. Na época, Gates comentou que a inovação teria um "efeito profundo"  em toda a sua linha de produtos. A Microsoft decidiu inicialmente não lançar o produto como um shell para os usuários, mas transformá-lo em uma ferramenta de desenvolvimento profissional para a linguagem de programação QuickBASIC chamada Visual Basic , amplamente usada no desenvolvimento de aplicativos de negócios para computadores Windows .
A instalação de controle dinamicamente instalável de Cooper, que ficou famosa como a interface " VBX ", era um componente bem conhecido do "Ruby". Essa inovação permitiu a qualquer desenvolvedor terceirizado gravar um widget (controle) como uma DLL, colocá-lo no diretório do Visual Basic e o Visual Basic o encontraria, se comunicaria com ele e apresentaria ao usuário como parte integrante do programa . O widget apareceria na paleta de ferramentas e nos menus apropriados, e os usuários poderiam incorporá-lo em seus aplicativos Visual Basic. A invenção da interface "VBX" criou um novo mercado para os fornecedores desses "controles dinamicamente instaláveis". Como resultado do trabalho de Cooper, muitas empresas de software novas foram capazes de entregar o software Windows ao mercado nos anos 90.
O primeiro livro já escrito sobre Visual Basic, o Visual Basic How-To do The Waite Group, de Mitchell Waite , é dedicado a Alan Cooper. Em sua dedicação, o autor chama Cooper de "Pai do Visual Basic". Esse apelido costuma servir como resumo de uma linha de Cooper. 
Em 1994, Bill Gates entregou a Cooper o primeiro Windows Pioneer Award por suas contribuições à indústria de software. Durante a apresentação, Gates tomou nota especial do trabalho inovador de Cooper criando a interface VBX. 
Em 1998, o SVForum homenageou Cooper com seu prêmio Visionary. 

### Design de interação e experiência do usuário
No início de sua carreira, Cooper começou a considerar criticamente a abordagem aceita para a construção de software. Como ele relata em seu primeiro livro, ele acreditava que algo importante estava faltando - os autores do software não estavam perguntando: "Como os usuários interagem com isso?" As primeiras informações de Cooper o levaram a criar um processo de design, focado não no que poderia ser codificado, mas no que poderia ser projetado para atender às necessidades dos usuários. 
Em 1992, em resposta a uma indústria de software em rápida consolidação, Cooper começou a consultar outras empresas, ajudando-as a projetar seus aplicativos para serem mais amigáveis ao usuário. Dentro de alguns anos, Alan Cooper começou a articular alguns de seus princípios básicos de design. Com seus clientes, ele defendeu uma metodologia de design que coloca as necessidades dos usuários em primeiro lugar. Cooper entrevistou os usuários dos produtos de seu cliente e descobriu os tópicos comuns que deixavam essas pessoas felizes. Nascido dessa prática foi o uso de personas como ferramentas de design. Cooper pregou sua visão em dois livros.  Suas ideias ajudaram a impulsionar o movimento da experiência do usuário e a definir o ofício que seria chamado de " design de interação ".
O primeiro livro mais vendido de Cooper, About Face: The Essentials of User Interface Design, foi publicado pela primeira vez em 1995. Nele, Cooper apresenta um conjunto abrangente de princípios práticos de design, essencialmente uma taxonomia para design de software. Na segunda edição, à medida que a indústria e a profissão evoluíram, o "design de interface" havia se tornado o "design de interação" mais preciso. A mensagem básica deste livro foi direcionada aos programadores: Faça a coisa certa. Pense nos seus usuários.  O livro está agora em sua quarta edição, intitulada About Face: The Essentials of Interaction Design , e é considerado um texto básico para o designer de interação profissional. Cooper introduziu as ideias da postura de aplicativos de software como uma "postura soberana", em que um aplicativo usa a maior parte do espaço e aguarda a entrada do usuário ou uma "postura transitória" para software que não é executado ou interage com o usuário o tempo todo. Nos sites, ele discute posturas "informativas" e "transacionais" em About Face .
Em seu livro de 1998, Os presos estão administrando o asilo: por que produtos de alta tecnologia nos deixam loucos e como restaurar a sanidade , Alan Cooper descreveu sua metodologia, denominada design direcionado a objetivos, com base no conceito de que o software deve acelerar o usuário em direção a seu objetivo final, em vez de envolvê-lo em minúcias de computador.  No livro, Cooper introduziu um novo conceito que ele chamou de personas como uma ferramenta prática de design de interação. Com base em uma breve discussão no livro, as personas rapidamente ganharam popularidade na indústria de software devido ao seu poder e eficácia incomuns. Hoje, os conceitos de estratégia de design de interação e o uso de personas foram amplamente adotados em todo o setor. Cooper direciona a mensagem de seu segundo livro ao empresário: conheça os objetivos de seus usuários e como satisfazê-los. Você precisa de um design de interação para fazer a coisa certa. Cooper defende a integração do design às práticas de negócios, a fim de atender às necessidades dos clientes e criar produtos melhores com mais rapidez, fazendo certo da primeira vez.
O foco atual de Alan Cooper é como integrar efetivamente os avanços do design de interação com a eficácia dos métodos ágeis de desenvolvimento de software. Cooper fala e escreve regularmente sobre isso no site de sua empresa.

### Cooper
Cooper é uma empresa de consultoria em design e estratégia de experiência do usuário com sede em San Francisco e um escritório em Nova York. Cooper é creditado [ por quem? ] com a invenção de vários conceitos de design amplamente usados, incluindo design direcionado a objetivos, personas e design de pares. Foi fundada por Sue Cooper e Alan Cooper em 1992 em Menlo Park, CA , sob o nome 'Cooper Software', mudando o nome para 'Cooper Interaction Design' em 1997. Cooper foi a primeira empresa de consultoria dedicada exclusivamente ao design de interação [ de acordo com quem? ] . Seus clientes originais eram principalmente empresas de software e hardware de computador do Vale do Silício. 
A empresa usa uma metodologia centrada no ser humano, chamada “design direcionado a objetivos”, que enfatiza a importância de entender o estado final desejado do usuário e suas motivações para chegar lá. 
Em 2002, Cooper começou a oferecer aulas de treinamento ao público, incluindo tópicos como design de interação, design de serviços, design visual e liderança de design.  Cooper atuou como Presidente da Cooper (anteriormente Cooper Interaction Design), uma consultoria de experiência do usuário e design de interação em San Francisco, Califórnia desde a sua fundação em 1992. Cooper ajuda seus clientes com os desafios do design de interação e oferece treinamento cursos sobre tópicos de design e desenvolvimento de software, incluindo o design direcionado a objetivos (sob a marca CooperU).
Em 2017, Cooper se tornou parte do Designit, um braço de design estratégico da Wipro Digital.